# Dr. Alban
Dr. Alban, egentligen Alban Uzoma Nwapa, född 26 augusti 1957 i Oguta, Imo, Nigeria, är en svensk musikartist, musikproducent och tandläkare, bosatt på Östermalm i Stockholm. Han växte upp i Nigeria i en medelklassfamilj med nio syskon, men flyttade till Sverige år 1979. Han började studera odontologi och examinerades som tandläkare år 1988. Samtidigt var han diskjockey. Efter två år som praktiserande tandläkare i Uppsala bestämde han sig för att satsa på musikkarriären. År 1990 gav han ut debutsingeln "Hello Afrika". Dr. Alban startade 1993 skivbolaget Dr. Records. Fram till 2005 hade det sålt över 16 miljoner CD-skivor världen över.

## Biografi
Dr. Alban slog igenom år 1990 med hiphoplåtar som "Hello Afrika" och "No Coke", som också blev producenten Denniz Pops genombrott. Framgången ledde till att Dr. Alban anlitades av Trafiksäkerhetsverket att spela in låten "Tio små moppepojkar" för att förmå unga män att ta det försiktigt med mopeder i trafiken. I musikvideon till låten syns en ung Tobbe Blom. Dr. Alban ändrade sedan inriktning mot pop och eurodance, och fick framgång med bland annat "It's My Life" (1992), "Sing Hallelujah!" (1992) och "Look Who's Talking" (1994).
År 1999 bildade Dr. Alban kvartetten Friends in Need tillsammans med vännerna Mattias Frisk, Tomas Brolin och Björn Borg. De släppte en enda singel, "Alla vi". Det var i den låten som citatet "det är stabilt" föddes. I november samma år var Dr. Alban en av artisterna som skulle framträda vid artistgalan i Soweto i Sydafrika (se Sydafrikasatsningen). Det uppmärksammades när endast tre personer hade köpt biljett till galan.
Dr. Alban imiterades flitigt i det svenska radioprogrammet Pippirull. Han tog så illa vid sig att han 2001 stämde programmet. Sveriges Radio friades i rätten. Dr. Alban talade ut om händelsen i Kanal 5:s Ett herrans liv våren 2006:
| ” | Som känd person måste vi acceptera satir, det måste vi göra. Att folk skojar med oss. Det tycker jag ingår, när man är känd... Det som är grejen var att han höll på med det i tre år, med en och samma person i tre år i Sveriges Radio där alla vi betalar licens. Det tyckte jag blev för mycket. | „ |

Dr. Alban startade nattklubben Stacy i centrala Stockholm 2002 där avsikten var att gästerna skulle få en helhetsupplevelse med mat, dryck och artistuppträdanden. Han sålde nattklubben till Stureplansgruppen 2005.
Dr. Alban och Jessica Folcker deltog i Melodifestivalen 2014, med bidraget "Around the World". De kom på femte plats i deltävling 3 som hölls i Göteborg. Han var sommarpratare i Sveriges radios program Sommar i P1 den 6 augusti 2014. Dr. Alban var en av låtskrivarna till "Make Me (La La La)" i Melodifestivalen 2015 och till "One More Night" från 2017 som båda framfördes av Dinah Nah.

## Diskografi

### Album
- 1990 – Hello Afrika
- 1992 – One Love
- 1993 – Hello Afrika (Second Edition)
- 1994 – Look Who's Talking
- 1996 – Born in Africa
- 1997 – The Very Best of 1990–1997
- 1997 – I Believe
- 2000 – Prescription
- 2008 – Back to Basics

### Singlar
- 1990 – "Hello Afrika" (feat. Leila K)
- 1990 – "No Coke"
- 1991 – "U & Mi"
- 1991 – "Sing Shi-Wo-Wo (Stop The Pollution)"
- 1992 – "It's My Life"
- 1992 – "One Love"
- 1993 – "Sing Hallelujah!"
- 1994 – "Look Who's Talking"
- 1994 – "Away from Home"
- 1994 – "Let the Beat Go On"
- 1995 – "Sweet Dreams" (Swing feat. Dr. Alban)
- 1995 – "This Time I'm Free"
- 1996 – "Born in Africa"
- 1996 – "Hallelujah Day"
- 1997 – "Guess Who's Coming to Dinner" (feat. Michael Rose)
- 1997 – "Mr. Dj"
- 1997 – "Long Time Ago"
- 1998 – "Fly Eagles"
- 1998 – "Papaya Coconut (Come Along)" (feat. Kikki Danielsson)
- 1998 – "Feel the Rhythm"
- 1998 – "Enemies"
- 1998 – "Sing Hallelujah '98"
- 1999 – "Colour the World" (Sash! with Dr. Alban)
- 1999 – "Alla vi" (Friends in Need)
- 2000 – "Because of You"
- 2001 – "What Do I Do"
- 2003 – "Work Work"
- 2004 – "Sing Hallelujah! (Recall 2004)"
- 2008 – "I Love the 90's" (feat. Haddaway)
- 2009 – "Summerday" (m:ret-zon feat. Dr. Alban)
- 2012 – "Freedom"
- 2012 – "Loverboy"
- 2014 – "Around The World" (med Jessica Folcker)
- 2015 – "Lager Than Life, Dr. Alban Style (Nu blir det på mitt sätt)"
- 2018 – "Elmoped" (samarbete med Viarelli)
- 2022 – "CHANGE (I Have a Dream)"